# Republikánská mládež
Republikánská mládež byla národně konzervativní, pravicově orientovaná mládežnická organizace SPR-RSČ, které byla fakticky podřízená. Ustavující sjezd občanského sdružení proběhl 24. října 1998. Republikánská mládež prosazovala „důsledné hájení národních zájmů“, odmítala setrvání v  EU, a ostře vystupuje proti jakýmkoliv drogám. Částečně spolupracovala s Vlasteneckou frontou a s Národní aliancí.
Předsedou Republikánské mládeže byl Martin Zbela (* 1977). Organizace byla na základě soudního rozhodnutí rozpuštěna s odůvodněním, že politickou činnost přísluší vykonávat pouze politickým stranám, nikoliv občanským sdružením.

## Vytvoření DS
Část členů z rozpuštěné Republikánské mládeže spoluvytvořilo Dělnickou stranu, která zprvu nesla název Nová síla.

## Obnovení Republikánské mládeže
V roce 2016 byla obnovena politická strana SPR-RSČ a krátce nato je obnovena i Republikánská Mládež. 

## I. sjezd RM
7. října 2017 se konal v Ostravě první sjezd Republikánské mládeže. Na sjezdu byl zvolen předsedou Adam Stříbný a místopředsedou Matyáš Stárek. Adam Stříbný na sjezdu pronesl, že si přeje, aby se Republikánská mládež zabývala tématy blízkými mládežníkům, jako jsou problematika drog, šikany a školství. 

## Krize
Po volbách v roce 2017 začalo z obnovené Republikánské mládeže odcházet čím dál více členů, po odchodu zhruba 70% členů jejich předseda Adam Stříbný dne 13. prosince 2017 rezignoval z funkce předsedy a odešel společně se zbytkem mládeže. Důvodem byl nízký volební zisk, radikalizace některých členů, nesouhlas s ideologii strany a ztrácející se důvěra v předsedu strany Miroslava Sládka. 

## Předsedové
| Rok         | Jméno        |
| ----------- | ------------ |
| 1995 – 2002 | Martin Zbela |
| 2017        | Adam Stříbný |